# Arp2/3複合體

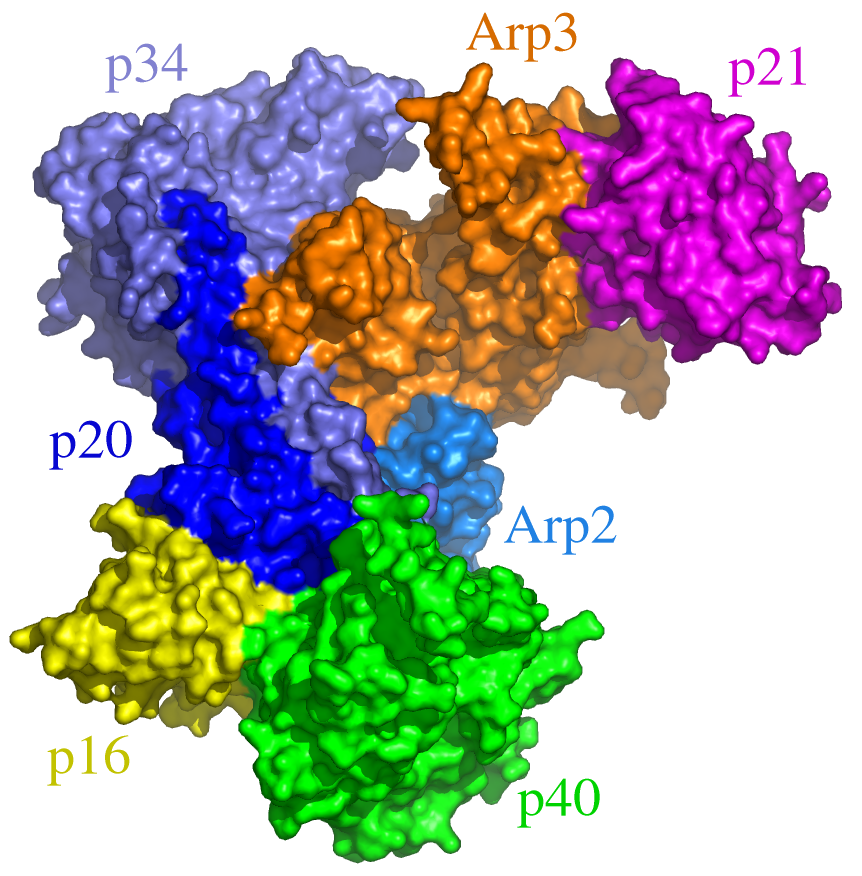
牛科Arp2/3複合體的原子結構。

Arp2/3複合體（英語：Arp2/3 complex）是一個包含7個次單元的蛋白質，專門調控肌動蛋白（actin）細胞骨架。其中Arp2與Arp3屬於肌動蛋白相關蛋白（Actin-Related Proteins），能對微絲進行核化（nucleation）。整個複合體則能夠與微絲結合，並且使促使新的微絲生成。